# Абай (Казалінський район)
Аба́й (каз. Абай) — село у складі Казалінського району Кизилординської області Казахстану. Адміністративний центр Сарикольського сільського округу.
У радянські часи село називалось Авангард.
Населення — 1074 особи (2021; 1134 у 2009, 1117 у 1999, 1405 у 1989).